# 横粂勝仁
横粂 勝仁（よこくめ かつひと、1981年9月10日 - ）は、日本の弁護士、タレント、税理士、政治家。公益社団法人日本犬保存会顧問弁護士。
衆議院議員（1期）などを歴任。

## 経歴

### 生い立ち
愛知県豊田市出身。父・勝次（2010年に急逝）はトラック運転手。東京大学法学部に入学し、奨学金とアルバイトで学費を賄い、2005年に卒業、司法試験に合格した。
2006年、フジテレビ系恋愛バラエティ番組『あいのり』に出演。ニックネームは「総理」。番組中では、意中の女性の過去を執拗に詮索したこともあり、正式な告白前にフラれるという「前代未聞の告白失敗」を経験した。その後、改めて告白し、伴に日本へ帰国する航空券を渡したが失敗した。

### 政界入り
当初は、郷里の愛知県からの出馬を模索し、2007年11月に自由民主党の愛知2区と愛知5区の公募に応募。面接では「自民党を変えていかなければいけない」「若い力を生かすべきだ」と訴えたが、このときは選に漏れた。引き続き政界入りを視野に、弁護士仲間と参議院を見学した際の案内役であった簗瀬進を通じて、民主党の公認を得た。
2009年の第45回衆議院議員総選挙で、神奈川県第11区から立候補、自民党の小泉進次郎（当区前職の元首相・小泉純一郎の次男）の強固な地盤を崩せず、54262票差の大差で敗れたが、重複立候補していた比例南関東ブロックで復活当選した。衆議院議員総選挙を控えた同年5月、横須賀市内の祭りで自民党の立候補予定者だった小泉進次郎に声を掛け、「握手を求めたが無視された」動画がYouTubeで25万回再生された。
小沢一郎の資金管理団体を巡る陸山会事件に関しては、2010年1月18日にテレビ出演した際、現時点では説明責任を果たしているとした上で、国民の納得が得られるまで説明を重ねるべきだと述べた。この発言について、翌日の民主党国対全体会議後に国対幹部から叱責を受けた。同年5月11日の民主党代議士会で小沢幹事長と執行部に対する発言をすると予告していたが、発言機会を与えられながら結局何も発言しなかった。その後、報道陣には「私の思いは変わっていないが、諸先輩方や地元・横須賀の人々のアドバイスに従い、しかるべきときに、しかるべき方法で行動できるように準備している」と撤退理由を語り、「圧力が掛かったのか」という質問に対しては「『言っていることは分かるが、先に街頭やメディアで言うのは問題がある。もっと違うやり方があるのでは』といった建設的なもので、圧力はない」と否定した。2010年9月の民主党代表選挙では菅直人に投票した。
2011年5月20日、民主党幹事長の岡田克也に会い、離党届を提出したが受け取りを断られたために持ち帰った。同月24日に記者会見を開き、離党の意向を公表するとともに、民主党の在り方について批判を展開した。離党届は受理されず、慰留され続け、6月2日、菅内閣不信任決議案の採決で松木謙公とともに賛成票を投じ、除籍された。その翌日、テレビ番組において「菅総理は、メドを付けたら辞めなくてはならず、メドを付けなければ辞めずに済む。自己矛盾した内閣。」と批判した。2011年7月、選挙区を神奈川11区から、菅直人の選出選挙区である東京18区に変更することを表明。
2011年8月30日の衆議院本会議における内閣総理大臣指名選挙では自分自身に票を投じ、一票を得ている。

#### 改革の志士結成から現在まで
2012年2月中に国政政党、東京地域政党、世代政党を目指した新党の立ち上げを表明し、2月11日に改革の志士を設立して代表に就任した。党の活動は基本的にインターネット上で行うとしており、党のFacebookページの「いいね!」を押した者を通常の政党における党員に当たる「同志」とカウントするとしている。
2012年7月19日、民主党を離党していた木内孝胤、中島政希とともに院内会派「改革無所属の会」を結成した。
2012年12月の第46回衆議院議員総選挙では、無所属で東京18区から立候補したが落選した。なお落選後は「改革の志士」名義の活動はなくなり、改革の志士は事実上の休眠状態に入った（2014年12月25日に解散が届け出られた）。
2016年、第24回参議院議員通常選挙で東京都選挙区において無所属で立候補し、31万133票を得たものの落選。7月11日、自身のブログにて政界からの引退を表明した。

## 年表
- 1981年（昭和56年）9月 - 愛知県豊田市に生まれる。
- 2000年（平成12年）3月 - 愛知県立岡崎高等学校卒業
- 2005年（平成17年）
  - 3月 - 東京大学法学部卒業
  - 11月 - 司法試験合格
- 2006年（平成18年）4月 - 最高裁判所司法研修所入所。
- 2007年（平成19年）9月 - 同研修所修了（旧60期）、弁護士登録（第一東京弁護士会）、アンダーソン・毛利・友常法律事務所にアソシエイト弁護士として入所。
- 2008年（平成20年） - 神奈川11区の民主党候補に決定。次期総選挙出馬のため同事務所を退職し、プレミア法律事務所を設立。その後、横浜弁護士会へ移籍。
- 2009年（平成21年）
  - 8月 - 第45回衆議院議員総選挙に出馬し、神奈川11区（小選挙区）では落選するも比例南関東ブロックで当選。
  - 12月 - 民主党幹事長の小沢一郎とともに訪中。
- 2011年（平成23年）
  - 5月 - 民主党に離党届を提出（受理されず）。
  - 6月 - 民主党除籍。
- 2012年（平成24年）
  - 2月 - 「改革の志士」設立。代表に就任する。
  - 7月 - 民主党を離党した木内孝胤、中島政希と衆議院会派「改革無所属の会」を結成する。
  - 12月 - 第46回衆議院議員総選挙に東京18区（小選挙区）から無所属で出馬したが、落選。
- 2013年（平成25年）1月 - 芸能事務所「レプロエンタテインメント」とマネジメント契約を結ぶ。同社では「文化人」の位置付けとなる[23]。
- 2016年（平成28年）7月 -第24回参議院議員通常選挙でに東京都選挙区から無所属で出馬したが、落選。

## 政治活動
- 外国人地方参政権については慎重な立場を取る[24]。
- 首相公選制（いわゆる「日本型大統領制」）移行を目指す[25]。
- 人権委員会設置法案には反対[26]。
- 選択的夫婦別姓制度への賛否について「どちらとも言えない」としている[27]。
- 栄成市プロジェクト - 議員独自の被災地復興プロジェクト。中華人民共和国山東省栄成市と東日本大震災の被災地を結び、雇用を失った被災者を中国企業が雇用する。その企業の生産物を日本へ輸出する他、中国本土にも新たな販路を設けることで、被災者の生活再建を図る。また、震災被害を受けた中小企業の中国企業への技術移転なども進めるとしている[28][29]。
- 2010年7月16日に公式ブログで、若者の投票率向上を目指す政治アイドルユニット『BiLLARS★』と政治アイドル男性ユニット『CR♂WARS』をプロデュースすると発表、新メンバーの募集を告知した[30][31][32]。『BiLLARS★』には韓流ドラマの声優として知られる池松あいみ（エース）などが4人が所属している。プロデューサーを自認する横粂はメンバーの増員を目指し、最終的にAKB48ならぬ「NGT（永田町）48」を結成したいと語っている[33]。
- 2011年8月10日、自身のブログ上でライトノベル『選挙ボーイズ』の連載を開始[34]。

## 選挙結果
| 当落 | 選挙                     | 執行日         | 年齢 | 選挙区       | 政党   | 得票数    | 得票率 | 定数 | 得票順位 /候補者数 | 政党内比例順位 /政党当選者数 |
| ---- | ------------------------ | -------------- | ---- | ------------ | ------ | --------- | ------ | ---- | ------------------ | ---------------------------- |
| 比当 | 第45回衆議院議員総選挙   | 2009年08月30日 | 27   | 神奈川11区   | 民主党 | 9万6631票 | 36.56% | 1    | 2/5                | 5/11                         |
| 落   | 第46回衆議院議員総選挙   | 2012年12月16日 | 31   | 東京18区     | 無所属 | 4万4828票 | 17.18% | 1    | 3/6                | /                            |
| 落   | 第24回参議院議員通常選挙 | 2016年07月10日 | 34   | 東京都選挙区 | 無所属 | 31万133票 | 4.98%  | 6    | 8/31               | /                            |

## テレビ出演
- フジテレビ
  - 『バイキング』（2016年8月 - ）- 専門家として不定期出演（主に金曜日）